# (Come on, Join) The High Society
(Come on, Join) The High Society es el álbum de debut de la banda inglesa These Animal Men, lanzado en 1994. Su primer single fue Speed King.
El álbum alcanzó el puesto 62 en la lista de álbumes del Reino Unido. La banda apoyó el álbum con una gira por América del Norte.

## Producción
El álbum fue producido por Dave Eringa. El lanzamiento estadounidense se retrasó repetidamente, con una lista de canciones diferente a la del álbum original en inglés.

## Recepción
Trouser Press calificó el álbum como "un rayo convincente de contenido, no de postura", elogiando la "composición tensa, el buen canto, la electricidad zumbante y la comprensión dinámica". CMJ New Music Monthly consideró que la mayoría de las melodías eran "lecturas increíblemente débiles de canciones genéricas de la multitud de cuero y rímel de principios de los 70". The Washington Post escribió: "Basándose en precedentes de mod y glitter-rock, los compositores y guitarristas Boag y Hooligan han construido exuberantes fantasías pop que recuerdan a All the Young Dudes más que a Anarchy in the U.K.
Para Drowned in Sound "los himnos frenéticos de Sharp Kid y Too Sussed? definieron a su generación de manera más sucinta que Parklife y dieron a bandas como Elastica una plataforma en la que iniciar su carrera"

## Listado de canciones
| N.º | Título                             | Duración |  |
| 1.  | «Sharp Kid»                        |          |  |
| 2.  | «Empire Building»                  |          |  |
| 3.  | «Ambulance»                        |          |  |
| 4.  | «This Year's Model»                |          |  |
| 5.  | «You're Always Right»              |          |  |
| 6.  | «Flawed Is Beautiful (Edit)»       |          |  |
| 7.  | «This Is the Sound of Youth»       |          |  |
| 8.  | «Sitting Tenant»                   |          |  |
| 9.  | «Too Sussed?»                      |          |  |
| 10. | «(Come on, Join) The High Society» |          |  |
| 11. | «We Are Living»                    |          |  |
| 12. | «Hight Society (Return)»           |          |  |